# Tarascon–Sète-Ville-vasútvonal
Tarascon–Sète-Ville-vasútvonal egy 106 km hosszúságú, kétvágányú, 1500 V egyenárammal villamosított vasútvonal Tarascon és Sète között Franciaországban. A vasútvonal. 1839 és 1852 között építette a Chemins de fer de Paris à Lyon et à la Méditerranée vasúttársaság, majd több tulajdonosváltás után végül az SNCF-hez került 1938-ban. Villamosítása 1947 és 1960 között történt meg.

## Forgalom
A vasútvonalon TGV,  AVE, Intercités és TER személyszállító járatok közlekednek, de teherforgalom is zajlik a Fret SNCF közreműködésével.